# Taiana Téré
Taiana Téré (ur. 27 maja 1986 w Afaahiti w Polinezji Francuskiej) – francuska siatkarka, grająca jako przyjmująca. Obecnie występuje w drużynie Stella Étoile Sportive Calais.

## Kluby
| Klub                          | Kraj    | Od        | Do        |
| Evreux VB                     | Francja | 2005–2006 | 2011–2012 |
| Stella Étoile Sportive Calais | Francja | 2012–2013 | ....      |